# لا أونيون
بلدية لا أونيون (بالإسبانية: La Unión) هي بلدية تقع في منطقة مرسية جنوب شرق إسبانيا.

## الديموغرافيا
بلغ عدد سكان بلدية لا أونيون 18.825 نسمة عام 2011 (وفقاً للمعهد الوطني الإسباني للإحصاء).
| 14.046 | 14.386 | 14.965 | 15.599 | 16.471 | 17.737 | 18.825 |

## توأمة
للا أونيون اتفاقيات توأمة مع:
- ليناريس